# Битка код Нахаванда
Битка код Нахаванда (арапски: معركة نهاوند Маʿраках Нахаванд, персијски: نبرد نهاوند Набард-е Нахаванд), такође се изговара као Нихаванд или Нахаванд, вођена је 642. године између арапских муслимана и сасанидских војски. Битка је међу муслиманима позната као "Победа над победама". Сасанидски краљ Јездигерд III побегао је у подручје Мерва, али није успео да прикупи још једну војску коју би сачињавале значајније снаге. Била је то пресудна победа за Рашидунског калифата а Персијанци су после тога изгубили околне градове, укључујући Спахан (преименованог у Исфахан).
Бивше сасанидске провинције,  су у савезу са партским племићима и Белим Хунима, пружале отпор још неколико година у региону јужно од Каспијског мора, чак и пошто је Рашидунски калифат заменио Омејадски калифат, чиме је овековечио сасанидске дворске стилове, зороастријску религију, и персијски говор.

## Позадина
У време смрти исламског пророка Мухамеда 632. године, религија коју је створио доминирала је Хиџазом (западна Арабија). Под прва два калифа Ебу Бекром и Омаром, ислам се проширио у Палестини и Месопотамији, где се суочио са Источно римском и Персијским (Сасаниди) царством. И једни и други су били исцрпљени ратом и унутрашњим поделама. Источно римским поразом у бици код Јармука (636) муслимански Арапи су се слободни на тој страни окренули на исток према Еуфрату и срцу персијске државе. У новембру 636. сасанидска војска је страховито поражена у бици код Кадисије, што је резултирало губитком Ирака од муслимана.

## Бројност арапских и сасанидских снага
Након пораза од Арапа 639. године, "Краљ краљева" Издигерд III био је  приморан да напусти своју престоницу Ктесифон. Из Месопотамије се повукао у постојбину Сасанида на јужном делу данашње Иранске висоравни. Тамо је успео да сакупи војску којом је успео да надокнади снаге које је изгубио код Кадисије.
Процене су да се код Нахаванда нашло 30.000 арапских ратника, под командом Нумана, и напало сансанидску војску, која је бројала, отприлике 100.000 људи. Сасанидске трупе, којима је командовао Фирузан, биле су утврђене на тачки која је представљала изузетно јако утврђење. Након сукоба који није одредио победника, Нуман се претварао да је поражен и повукао се са бојног поља. Фирузан је тада напустио положај и следио свог непријатеља. Потрага се показала великом тактичком грешком јер су Сасаниди били присиљени да ратују на неповољном терену; Арапи су масакрирали сасанидску војску, заробљену између два планинска теснаца. И Нуман и Фирузан су погинули у бици, а персијске жртве су, како се наводи, бројале око 38.000.

## Битка
О Нахаванду и раним фазама битке постоје моге приче различити извештаји. Према неким верзијама, муслимански Арапи успели су да преваре Персијанце путем ширења лажних гласина да је калиф Омар умро. Персијска коњаница је лоше припремила потрагу за Арапима који су се повукли на сигурније место. Арапи су се након тога окупили, пре него што су опколили и заробили персијске снаге. Накрају су муслимански ратници са свих страна напали сасанидске снаге и одлучно их поразили.
Према другачијој верзији, арапски заповедник Нуман је био  у стању да надмаши свог сасанидског противника Фирузана користећи супериорније тактике, а не варку путем лажних гласина о смрти калифа. Бројчано надмоћнији Персијци били су распоређени  тако да су заузели чврст одбрамбени положај. То у већини случајева није била стратегија коју су практиковале слабо дисциплиноване сасанидске снаге; прикупивши снаге које су долазиле са споредних места издвојених од главнине снага и биле предвођене савезом феудалних племића. Нуман је дакле успео да персијанце сталним чаркама измами са њиховог добро утврђеног положаја одакле су могли да остваре брз напредак и на тајн начин им пресече главни правац повлачења. За време сасанидске потраге, Фирузан је затекао своје коњанике који су се налазили у издуженим редовима кроз груби пејзаж и уске пролазе. Високо мотивисани и добро расположени муслимани су се тада окупили и извршили контранапад, наносећи веома велике губитке дезорганизованим Персијанцима. И Нуман и Фирузан су, како се извештава, убијени у последњем боју, па је сасанидски пораз  био потпун. 
Како историчар Табари бележи, Персијци више никада нису били у стању да уједине своје снаге у толиком броју. Многи сасанидски племићи већ су размишљали да напусте царство и пре него што је започела битка. А многи Јаздегердови војни и цивилни званичници већ су га напустили.

## Последице
Нахаванд је обележио распуштање царске војске Сасанида, пад последњег од великих војсковођа, војске и пораст броја господара рата међу Персијанима. Цар Јаздегерд III покушао је да подигне трупе апелујући на друга суседна подручја попут кнезова Тухаристана и Согдије и на крају послао свог сина Пероза III на двор династије Танг, али без икаквог успеха.
Јездегерд је журно побегао према истоку, где је од неколицине Марзбана (покрајинских гувернера) на северу, као и у Мерву,  био угрожен његов живот, и где је гувернер Махоје отворено показао своје непријатељство према цару. Према немуслиманским изворима, Јездигерд није успео да придобије довољно подршке у Источној Персији где су Сасанид били непопуларни међу локалним становницима. Муслимански извори попут Табарија известили су да се покрајина Хорасан побунила против сасанидске владавине, баш као што је то чинила и годинама раније када је стала на страну ујака Хозроја II, Вистама. Када је Јрздигерд крунисан у Естахру, у Персији су у ствари владала три краља у различитим регионима и ова покрајина у почетку није пружила подршку Јездигерду.
Пре него што је Јездигерд имао прилику да добије помоћ хефтелита и турских племена, 651. године у Мерву га је убио локални млинар. Након тога, Јездигердов син Пероз покушао је да поново успостави Сасанидско царство и усмери га против Рашидунског калифата и његовог наследника, Омејадског калифата, али се та замисао није остварила, јер је Пероз на крају умро у Кини.

## Утицај
О дугорочном утицају ове битке, сер Мухамед Икбал написао је: "Ако ме питате који је најважнији догађај у историји ислама, рећи ћу без икаквог оклевања:" Освајање Персије. " Битка код Нехаванда је Арапима  дала не само прелепу земљу, већ и древну цивилизацију; или, тачније, народ који би могао да створи нову цивилизацију семитским и аријским материјалима. Наша муслиманска цивилизација резултат је умрежене семитске и аријске идеје. То је дете које наслеђује мекоћу и профињеност своје аријске мајке и стерилни карактер свог семитског оца. Али за освајање Персије, цивилизација ислама била би једнострана. Освајање Персије дало нам је оно што је Грчка дала Римљанима. "